# Église Notre-Dame de la Visitation (Grivegnée)
L'église Notre-Dame de la Visitation est une église paroissiale du quartier liégeois de Grivegnée, située sur la place de la Liberté.

## Historique
Une chapelle dédiée à Notre-Dame existe à Grivegnée depuis 1275. Au XVIe siècle, cette chapelle dépend de la paroisse Saint-Remacle. En 1832, Grivegnée devient une paroisse indépendante.
Une église néo-gothique en briques conçue par Jean-Charles Delsaux est construite en 1856. Cette église cruciforme à trois nefs possède un clocher préconstruit de trois travées et couvert d'une flèche octogonale.
Une pierre tombale datant d'environ 1550 est encore maçonnée.